# Wonderland Eurasia
Wonderland Eurasia, d'abord nommé Ankapark, est un parc d'attractions ouvert à Ankara en Turquie en mars 2019 et fermé moins d'un an après son ouverture.
Le parc comportait notamment dix-sept montagnes russes et de gigantesques statues de dinosaures. En 2021, les infrastructures de ce qui devait être « le plus grand parc d'attractions d'Europe », avec 1 217 attractions, et un outil de développement du tourisme sont toujours à l'abandon.

## Attractions
En janvier 2019, 17 montagnes russes avaient été construites pour le parc,. Il est à égalité avec Cedar Point et Canada's Wonderland pour la troisième place mondiale derrière Energylandia qui en a 18, et Six Flags Magic Mountain, qui en a 19,,.
- Altin Madeni Coaster de SBF Visa Group
- Ejderha Uçuşu de Zierer
- Seydi Reis
- Girdap Sörfçüler de Interpark
- Mouse Coaster de Levent Lunapark
- Öksökö Öfkesi de Beijing Shibaolai Amusement Equipment
- Uzaya Yolculuk de Beijing Shibaolai Amusement Equipment
- Misket Coaster
- Lightspeed de Intamin
- Köpekbalığı Girdabı
- Çelik Kartal de Zamperla
- Miğfer de SBF Visa Group
- Devin Kileri de Zierer
- Canavar Dalga de Intamin
- Lav Macerasi de I.E. Park
- Power Mouse Coaster de Fabbri
- Volare Hiz Kizagi de Zamperla